# Conselho Federal de Química
O Conselho Federal de Química (CFQ) é um conselho de fiscalização profissional, não sendo entidade de classe, na forma de autarquia pública, responsável pela regulamentação e julgamento final no Brasil das atividades profissionais relacionadas às classes que abrange: engenheiros, bacharéis, licenciados, químicos industriais ou tecnólogos equivalentes, técnicos químicos e correlatos.
Foi instituído pela Lei N° 2.800 (também conhecida por "Lei Mater dos Químicos") de 18 de junho de 1956 e assinada pelo então presidente Juscelino Kubitschek.

## História e atuação

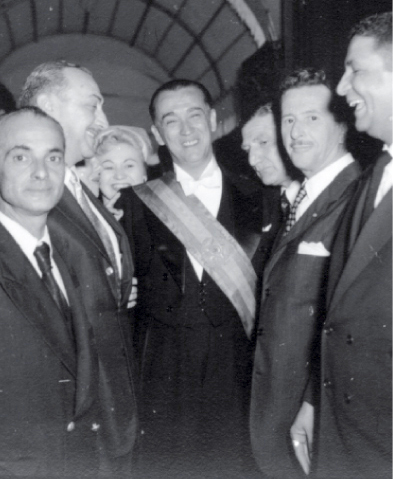
Juscelino Kubitschek que promulgou em 1956 a Lei Nº 2.800

Em 18 de junho de 1956 foram criados o Conselho Federal de Química e os Conselhos Regionais de Química, a partir da Lei n.º 2 800 promulgada pelo então Presidente Juscelino Kubitschek, regulamentando a profissão de Químico, que ficou conhecida como a “Lei Mater dos Químicos”. Foi a partir dela que o Conselho Federal de Químicae os Conselhos Regionais de Química, que os profissionais da área passaram a ser regularizados, fiscalizados e reconhecidos por um órgão especializado na Química.

## Profissionais da Química
No Brasil, atualmente são considerados profissionais da Química, com registro nos Conselhos Federais e Regionais de Química:
- Bacharel em Química;
- Bacharel em Química Industrial ou Química tecnológica;
- Bacharel em Bioquímica;
- Engenharia Química;
- Bacharel em Biotecnologia[4]
- Engenharia de Biotecnologia e Bioprocessos[4]
- Engenharia Biotecnológica[4]
- Técnicos em modalidades da química.